# Bernard Lafleur
Bernard Lafleur, né le 24 août 1958 à Nancy en France, est un footballeur français qui jouait au poste de défenseur.

## Biographie
Formé au sein du FC Metz en Moselle, la carrière du joueur débute à La Sportive Thionvilloise, qui dispute alors sa toute première saison en Division 2 de son histoire. Un an plus tard, il rejoint le Limoges FC. En 1982, il signe avec le Istres Sports où il dispute six saisons avant de mettre un terme à sa carrière professionnel,.